# Единбург рагби
Единбург рагби (енгл. Edinburgh Rugby) је шкотски професионални рагби јунион тим из Единбурга, који учествује у Про 12. Боје Единбурга су црна и црвена, а капитен екипе је Мајк Коман. Единбург своје мечеве као домаћин игра на Марејфилду, на том стадиону игра и рагби јунион репрезентација Шкотске своје мечеве као домаћин у такмичењу Куп шест нација. Рагбисти Единбурга играли су једном финале челинџ купа и једном финале Про 12, али у оба финала су поражени. Познати рагбисти који су играли за Единбург су Тод Блекедер, Мајк Блер, Греиг Ледлов, Џим Хамилтон, Тим Визер... Највише утакмица за Единбург одиграо је Алан Џакобсен - 148, највише есеја дао је Тим Визер, високи рагбиста холандског порекла који игра на позицији крила - 58 есеја, а водећи поентер је Крис Патерсон са 783 поена.
- Про 12

- Финалиста (1) : 2009.

- Куп европских изазивача у рагбију

- Финалиста (1) : 2015.

Први тим
Том Браун
Отулеа Катоа
Џорџ Турнер
Вил Хелу
Мајкл Ален
Мет Скот
Крис Дин
Сем Бирд
Греиг Тонкс
Нејтан Фаулс
Наси Ману
Дејвид Дентон
Хемиш Вотсон
Џејми Ричи
Роди Грент
Мајк Коман - капитен
Алекс Толис
Грент Гилтхрист
Ентон Бреслер
Аластер Дикинсон
Џон Андрес
Рос Форд